# Aleksander Vinter
Aleksander Vinter, född 16 april 1987, mer känd under sitt artistnamn Savant, är en norsk kompositör och musikproducent inom den elektroniska genren. Vinter har tidigare producerat låtar under namnen "Vinter in Hollywood", "Vinter in Vegas" och många fler . Hans alias "Savant" kommer från den sällsynta sjukdomen med samma namn, och valdes som en beskrivning av den musikaliska gåva han anser sig ha fått till följd av sin diagnos Aspergers syndrom. Han hävdar själv att detta har gett honom möjligheten att producera låtar i en otroligt snabb takt och att han under sin livstid har producerat över 10 000 låtar.
Han gav ut sitt första album Outbreak i maj 2009, och blev nominerad till det norska Spellemannprisen i klassen elektronika. I augusti 2010 gav Vinter ut gratis-singeln Ride Like the Wind.
Vinter sjunger och spelar alla instrument själv, som bland annat gitarr, piano, synt, flöjt och bas.

## Diskografi
| År   | Namn                                        |
| ---- | ------------------------------------------- |
| 2009 | Outbreak, So french Records (EP)            |
| 2009 | Outbreak, MTG/Vulcano Records (studioalbum) |
| 2009 | Survival of the Fattest (gratis mixtape)    |
| 2010 | Masks (gratis samling - 8 album)            |
| 2010 | You can Play (singel)                       |
| 2011 | Blood & Happiness                           |
| 2011 | Ninur                                       |
| 2012 | Alone                                       |
| 2012 | Vario                                       |
| 2012 | Overworld                                   |
| 2012 | ISM                                         |
| 2012 | Alchemist                                   |
| 2013 | Overkill                                    |
| 2013 | Cult                                        |
| 2013 | Orakel                                      |
| 2014 | Protos                                      |
| 2014 | ZION                                        |
| 2015 | Invasion                                    |
| 2016 | Vybz                                        |
| 2017 | Jester                                      |
| 2018 | Slasher                                     |
| 2019 | Mortals                                     |
| 2020 | VOID                                        |
| 2020 | Insert Coin                                 |
| 2021 | VOID (DLC)                                  |
| 2022 | Krang                                       |